# 奧坦絲·德·博阿爾內
奧坦絲·德·博阿爾內（Hortense de Beauharnais，1783年4月10日—1837年10月5日），又譯奧爾唐斯·德·博阿爾內。奧坦絲是荷蘭王后（1806年－1810年），荷蘭國王路易·波拿巴之妻，拿破崙三世之母。

## 早年
奧坦絲生於1783年4月10日法國巴黎。她是約瑟芬·德·博阿爾內和博阿爾內子爵的女兒，拿破崙一世的繼女，又是拿破崙的弟媳。1802年，在拿破崙的安排下嫁給拿破崙的弟弟路易·波拿巴，兩人共有三個兒子：
- 拿破崙-夏爾·波拿巴（Napoléon Charles Bonaparte，1802年10月10日－1807年5月5日），五歲早夭
- 拿破崙·路易·波拿巴（Napoléon Louis Bonaparte，1804年10月11日－1831年3月17日），路德維克二世，荷蘭國王
- 路易-拿破崙·波拿巴（Charles Louis Napoléon Bonaparte，1808年4月20日－1873年1月9日），拿破崙三世，法國皇帝

1806年，拿破崙任命路易·波拿巴為荷蘭國王，奧坦絲成為荷蘭王后，兩人搬到荷蘭海牙。不過兩人婚姻並不美滿，1810年，路易·波拿巴的王位被拿破崙所廢，奧坦絲並沒有跟隨路易·波拿巴到德國，反帶同二個兒子到法國居住。

## 晚年

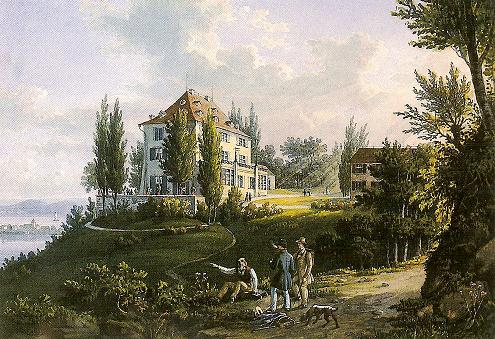
阿倫南堡

1814年，拿破崙退位，波旁王朝復辟，奧坦絲得到亞歷山大一世的保護。在亞歷山大一世的調解下，路易十八封奧坦絲為聖列伊女公爵（duchess of Saint-Leu）。1815年百日王朝後，奧坦絲因支持拿破崙被逐出法國。她先到德國和義大利旅行，最後於1817年在瑞士買下阿倫南堡（Château of Arenenberg）定居，直至1837年10月5日於該處去世，享年54歲。
奧坦絲與其母約瑟芬一起葬於法國聖皮埃爾與聖保羅大教堂。

## 私生子
奧坦絲與情人奧古斯特·夏爾·約瑟夫另有一個私生子：
- 夏爾·奧古斯特·路易斯·約瑟夫（法语：Charles de Morny）（1811年10月21日－1865年3月10日）後來被同母異父的兄長拿破崙三世封為莫爾尼公爵（duc de Morny）。奧坦絲曾隱瞞六個月身孕出席拿破仑二世的洗禮，並成拿破崙二世的教母。

## 作曲
- 《向叙利亚进发》，被視為法蘭西第二帝國的非正式國歌

## 外部連結
- Hortense de Beauharnais, Queen of Holland （页面存档备份，存于）
- Queen Hortense - A Life Picture of the Napoleonic Era （页面存档备份，存于） L. Mühlbach，1910年出版，古騰堡工程之一